# Puryear (Tennessee)
Puryear es una ciudad ubicada en el condado de Henry en el estado estadounidense de Tennessee. En el Censo de 2010 tenía una población de 671 habitantes y una densidad poblacional de 283,14 personas por km².

## Geografía
Puryear se encuentra ubicada en las coordenadas 36°26′32″N 88°19′58″O / 36.44222, -88.33278. Según la Oficina del Censo de los Estados Unidos, Puryear tiene una superficie total de 2.37 km², de la cual 2.37 km² corresponden a tierra firme y (0%) 0 km² es agua.

## Demografía
Según el censo de 2010, había 671 personas residiendo en Puryear. La densidad de población era de 283,14 hab./km². De los 671 habitantes, Puryear estaba compuesto por el 95.83% blancos, el 1.94% eran afroamericanos, el 0.45% eran amerindios, el 0.15% eran asiáticos, el 0% eran isleños del Pacífico, el 0% eran de otras razas y el 1.64% pertenecían a dos o más razas. Del total de la población el 0.15% eran hispanos o latinos de cualquier raza.